# آکورد مشترک

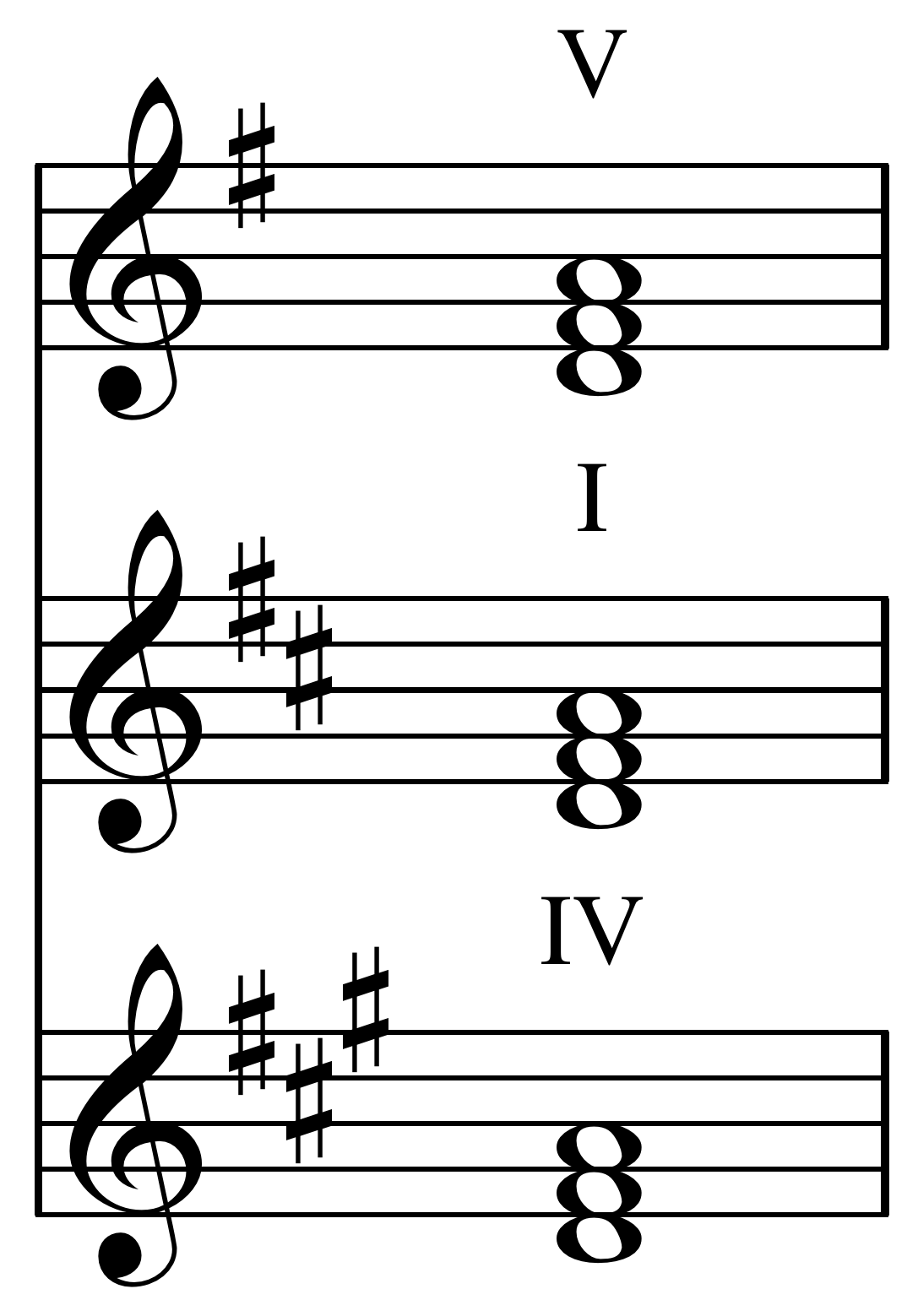
«آکورد مشترک» در گام‌های سل ماژور، ر ماژور، لا ماژور و همچنین می مینور، سی مینور و فا دیز مینور.

آکورد مشترک (انگلیسی: Common chord)، در تئوری هارمونی آکوردی است که به بیشتر از یک تنالیته دیاتونیک یا دو گام تعلق دارد. آکورد مشترک ممکن است به عنوان یک سه‌صدایی نیز تعریف شود (مانند: دو، می، سل)، یا به عنوان آکوردهای مشترک در درجات یک گام (I–IV–V–vi–ii)، یا به صورت محدودتر به عنوان آکوردی با پنجم درست (یعنی یک سه‌صدایی ماژور یا مینور) که از آن به عنوان آکورد درست نام برده می‌شود.

## مدولاسیون
آکوردهای مشترک بیشتر در مدولاسیون‌ها به عنوان «آکورد مشترکِ مدگردی» یا «آکورد محوریِ دیاتونیک»، مورد استفاده قرار می‌گیرند و از طریق گام اصلی به گام مقصد (معمولاً یک گام نزدیک)، منتقل می‌شود. به عنوان مثال گام سل ماژور و ر ماژور، دارای چهار آکورد مشترک هستند: سل ماژور (G)، سی مینور (Bm)، ر ماژور (D) و می مینور (Em). این را می‌توان به راحتی در نمودار زیر که ویژگی آکورد «ماژور و مینور» را مشخص می‌کند، مشاهده کرد. بنابر این آکورد (I) در سل ماژور (آکورد سل ماژور) یک «آکورد مشترک» (IV) در «ر ماژور» شناخته می‌شود و در نمودار، تراز شده‌است:
| دو ماژور: | V  | vi | viio | I    | ii | iii | IV   |
| سل ماژور: | I  | ii | iii  | IV   | V  | vi  | viio |
| ر ماژور:  | IV | V  | vi   | viio | I  | ii  | iii  |

کیفیت هر آکورد را می‌توان از همان نت پایه، به عنوان «آکورد محوری» استفاده کرد. با این حال وجود آکوردهایی که به سبک قطعه مربوط می‌شود (به‌عنوان مثال آکوردهای درجه هفت گام ماژور (VII) در یک کُرال به سبک باخ)، آکوردی محوری محسوب یا انتخاب نمی‌شود. متداول‌ترین آکوردهای محوری، آکورد کاملِ درجۀ دوم و چهارم (ii و IV)، در گام جدید است. هنگام تجزیه و تحلیل قطعه‌ای که از این سبک مدولاسیون استفاده می‌کند، آکورد مشترک با نقش آکورد در هر دو گام مبدأ و مقصد، نماد رومی آن در هر دو گام برچسب‌گذاری می‌شود، تا بتوان وضعیت آن را در صورت‌های متفاوت مشاهده کرد.
یک «آکورد مشترک»، در شش گام حضور دارد، یا به عبارتی دیگر در سه گام ماژور و سه گام مینور، مشترک است. به عنوان مثال: «آکورد دو ماژور» در دو ماژور، سل ماژور و فا ماژور، همچنین در ر مینور، لا مینور و می مینور وجود دارد.

## گام‌های نسبی
آکوردهایی که به صورت دیاتونیک در دو گام با یکدیگر به اشتراک گذاشته می‌شوند، به مقیاس و ارتباط آنها بستگی دارد. یک گام نزدیک را می‌توان به عنوان گام‌هایی که دارای آکورد مشترک هستند، تعریف کرد. یک گام ماژور یا مینور نسبی در تمام آکوردها مشترک هستند و در گام نمایان و زیرنمایان، چهار آکورد مشترک دارند. دیگر «گام‌های نزدیک» نیز دارای دو آکورد مشترک یا کمتر هستند.
به عنوان مثال: گام‌های دو ماژور و لا مینور دارای هفت آکورد مشترکند، در حالی که دو ماژور و فا دیز ماژور، هیچ آکورد مشترکی ندارند.

## یادداشت
1. ↑  pivot chord